# DelFly

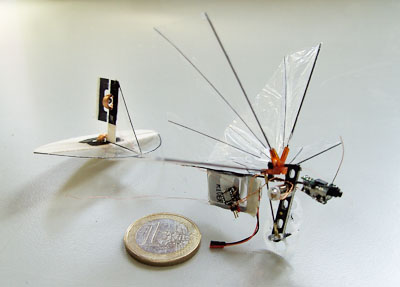
DelFly Micro, un MAV de alas batientes equipado con una cámara de 3,07 gramos.

El DelFly es un MAV|Micro Vehículo Aéreo (MAV, del inglés Micro Air Vehicle) con alas de movimiento batiente u Ornitóptero completamente controlable equipado con una cámara. Fue desarrollado en el Micro Air Vehicle Lab de la Universidad de Tecnología de Delft en colaboración con la Universidad de Wageningen.
El proyecto DelFly se centra en la creación de sistemas totalmente funcionales. Sigue una estrategia de aproximación de arriba abajo hacia la creación de MAV's de alas batientes cada vez más pequeñas y autónomos.
El DelFly Micro, con una envergadura de 10 cm y 3,07 g, es el MAV de alas batientes de vuelo libre más pequeño equipado con cámara y transmisor de vídeo. Existen MAV's de alas batientes más pequeñas que el DelFly, pero sin cámara integrada. En particular, un aficionado de Albany, NY, construyó un MAV de alas batientes de 920 mg y una envergadura de 60 mm, que es el avión de alas batientes de vuelo libre más pequeño del mundo hasta la fecha.
El DelFly II, cuya dimensión es de 28 cm y pesa 16 g, fue capaz de despegar y aterrizar en vertical, y demostró formas simplificadas de vuelo autónomo, principalmente utilizando procesamiento externo.
El DelFly Explorer mide 28 centímetros y pesa 20 g. Está equipado con un sistema de visión estéreo en miniatura para volar de forma autónoma en el interior de edificios.

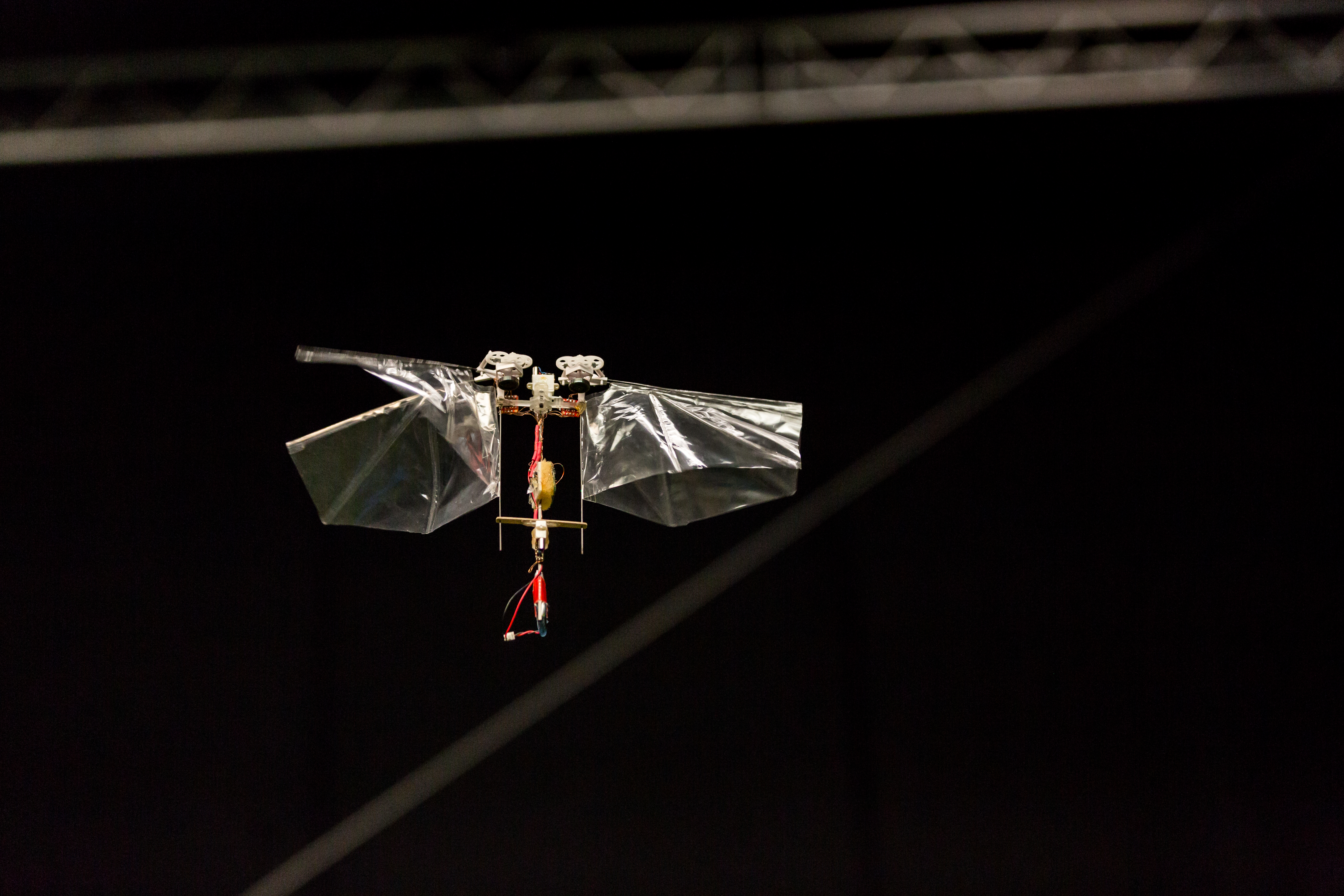
DelFly Nimble suspendido en el aire

El DelFly Nimble es un MAV de alas batientes muy ágil y sin cola. Se dirige modificando los movimientos de sus alas, permitiéndole realizar maniobras de alta velocidad, como giros de 360 grados. Uno de sus usos es estudiar el vuelo de los insectos. Imitando las maniobras de escape de las moscas de la fruta, se reveló un nuevo mecanismo aerodinámico que ayuda a ejecutar giros más rápidos y cerrados.

## Historia
El proyecto DelFly empezó en 2005 como un Ejercicio de Síntesis del Diseño para un grupo de estudiantes de ciencias en la Facultad de Ingeniería Aeroespacial de la Universidad Técnica de Delft. El diseño del ala batiente estaba mentorizado por la Universidad de Wageningen, el control remoto y la integración de la micro cámara por Ruijsink Dynamic Engineering, y el procesamiento de imagen en tiempo real por la Universidad Técnica de Delft. El resultado de este ejercicio fue el DelFly I, un MAV de alas batiente de 50 cm de envergadura y 21 gramos equipado con una cámara. El DelFly I pudo tanto volar rápido, como volar lento mientras proporcionaba fotografías razonablemente estables. 
En 2007, se creó el DelFly II: un MAV de alas batientes de 28 cm y 16 gramos con una cámara integrada. Esta versión no solo era más pequeña, sino que tenía una envolvente de vuelo mucho más amplia. Iba desde los 7 m/s de vuelo hacia adelante hasta estar cercano a un vuelo estacionario, e incluso volar hacia atrás a -1 m/s. En contraste con el DelFly I, el DelFly II podía despegar y aterrizar en vertical. El tiempo de vuelo del DelFly II era de alrededor de 15 minutos. 
Al DelFly II lo siguió en 2008 el DelFly Micro, un MAV de alas batientes de 10 cm y 3,07 gramos, también equipado con una cámara. El DelFly Micro es completamente orientable con 3 controles para el acelerador, el timón de profundidad y el timón de dirección. Dado la energía limitada a bordo, el tiempo de vuelo del DelFly Micro era de unos 2, 3 minutos. El DelFly Micro apareció en el libro Guinness de los récords de 2009 como el avión más pequeño del mundo equipado con un cámara.
El DelFly participó en las ediciones de 2005, 2007, 2008, 2010 y 2013 de la Competición de Micro Vehículos Aéreos y fue el primer vehículo en realizar un vuelo interior completamente autónomo.
El DelFly Explorer fue creado en 2013. Tiene un sistema de visión estéreo que permite evitar obstáculos de forma autónoma, incluso en entornos desconocidos y sin preparación previa. 
El DelFly Nimble, presentado en 2018, es el primer DelFly sin cola. Es mucho más ágil que los diseños anteriores. Permite el vuelo estacionario y puede volar en cualquier dirección a una velocidad de 7 m/s en vuelo hacia adelante. Tiene un diseño relativamente sencillo y está formado por componentes comerciales comunes y partes impresas en 3D.

## Influencia
El DelFly utiliza relaciones de escala para el diseño aerodinámico de las alas batientes, el cual fue descubierto en el laboratorio Dickinson en Caltech en colaboración con la Universidad de Wageningen. Las investigaciones anteriores en el laboratorio Dickinson también inspiraron el Robobee, tanto el diseño del Robobee como el del DelFly se originaron como resultado de la investigación con modelos robóticos de insectos voladores. El DelFly influyó en el TechJect Dragonfly UAV y en el FlyTech Dragonfly entre muchos otros que hacen referencia a los desarrollos del DelFly.

## Retos de diseño
El diseño de un MAV autónomo de alas batientes, con un peso de menos de 20 gramos, plantea retos en varios ámbitos, incluyendo los materiales, la electrónica, el control, la aerodinámica, la visión artificial y la inteligencia artificial. Todos estos ámbitos se alimentan entre sí. Por ejemplo, los estudios sobre el diseño y la aerodinámica de las alas han mejorado la eficiencia de vuelo y la cantidad de sustentación generada. Esto permite llevar a bordo una carga útil mayor, como más sensores y procesamiento. A su vez, dicho procesamiento integrado se puede utilizar para realizar maniobras automáticas en un túnel de viento, ayudando a crear mejores modelos del DelFly.

## Aplicaciones
Los MAVs de alas batientes tienen un aspecto natural y son intrínsecamente seguros debido a su bajo peso y a la baja velocidad de sus alas. Esto los hace especialmente adecuados para volar en interiores, incluso en presencia de humanos. Además, los MAVs de alas batientes pueden utilizarse como juguetes (de realidad aumentada). Otras posibles aplicaciones incluyen la inspección de estructuras industriales interiores o la retransmisión de vídeo de la multitud durante eventos en interiores. El DelFly vuela bien en interiores con el aire acondicionado apagado, y al aire libre en condiciones de viento muy suave.